# Слом (мини-серија)
Слом (енгл. The Undoing) је америчка мистериозно-психолошко-трилер телевизијска мини-серија базирана на роману Требало је да знаш из 2014. Џин Ханф Корелиц. Написао ју је и продуцирао Дејвид Е. Кели и режирала Сузан Бир. Главне улоге тумаче Никол Кидман и Хју Грант и премијера је била 25. октобра 2020. на ТВ каналу HBO. У Србији се емитовала од 26. октобра до 30. новембра 2020. на ТВ каналу HBO.

## Радња
Серија прати Грејс Фрејзер (Никол Кидман), успешну терапеуткињу, њеног мужа (Хју Грант) и њиховог малог сина. Њихови наизглед савршени животи се мењају преко ноћи: једна насилна смрт и низ застрашујућих спознаја.

## Улоге
| Глумац              | Улога                  |
| ------------------- | ---------------------- |
| Никол Кидман        | Грејс Фрејзер          |
| Хју Грант           | Џонатан Фрејзер        |
| Едгар Рамирез       | детектив Џо Мендоза    |
| Ноа Џуп             | Хенри Фрејзер          |
| Лили Рејб           | Силвија Стајнц         |
| Матилда де Анџелис  | Елена Алвес            |
| Исмајл Круз Кордова | Фернандо Алвес         |
| Идан Александер     | Мигел Алвес            |
| Анали Ешфорд        | Алексис Јанг           |
| Фала Чен            | Џолин Макал            |
| Тарик Дејвис        | Мишел Хофман           |
| Мишел Дивајн        | детектив Пол О'Роурк   |
| Марија Дизија       | Дијана Портер          |
| Розмари Харис       | Џенет Фрејзер          |
| Ведет Лим           | Аманда Емори           |
| Џанел Молони        | Сели Мејбери           |
| Мет Макгрет         | Џозеф Хофман           |
| Џереми Шамос        | Роберт Конавер         |
| Трејси Чимо Палеро  | Ребека Харкнес         |
| Џејсон Кравитс      | др. Стјуарт Роузенфелд |
| Доналд Садерланд    | Френклин Рејнхардт     |
| Нома Думезвени      | Хејли Фицџералд        |
| Софи Гробел         | Кетрин Стампер         |
| Даглас Хоџ          | Роберт Ејделман        |
| Адриан Ленкос       | судија Лајла Скот      |
| Кони Чанг           | себе                   |

## Епизоде
| Бр. еп. | Наслов         | Редитељ   | Сценариста     | Премијера          | Гледаност у САД (милиони) |
| --- | -------------- | --------- | -------------- | ------------------ | ------------------------- |
| 1 | Слом           | Сузан Бир | Дејвид Е. Кели | 25. октобар 2020.  | 0.676                     |
| Грејс и Џонатан Фрејзер живе идиличним животом у источном Менхетну. Током припреме за добротворну приредбу у приватној школи њиховог сина Хенрија, Грејс председава школском аукцијском комисијом и примећује да остале мајке подбадају Хелену, посебно млада мајка која је нова у групи. На вече приредбе, Грејс покушава да утеши очајну Елену, а Џонатан одлази на медицинску конференцију рано ујутро. Док Грејс чека да се Џонатан врати, затечена је вестима о трагедији која се десила у школској заједници. |                |           |                |                    |                           |
| 2 | Несталима      | Сузан Бир | Дејвид Е. Кели | 1. новембар 2020.  | 0.799                     |
| Док Грејс покушава да контактира Џонатана, појављују се детективи Мендоза и О’Рурк који је испитују у вези са насилном смрћу коју истражују. Касније, Грејсин отац инсистира да се она и Хенри склоне у његову кућу ван града. |                |           |                |                    |                           |
| 3 | Не чини зло    | Сузан Бир | Дејвид Е. Кели | 8. новембар 2020.  | 0.899                     |
| Џонатан се коначно појављује, а Грејс сазнаје за недавне проблеме на његовом послу. Касније, Грејс организује емотивни сусрет Хенрија и његовог оца, и открива да је прати неко близак Елени. |                |           |                |                    |                           |
| 4 | Не гледај зло  | Сузан Бир | Дејвид Е. Кели | 15. новембар 2020. | 1.122                     |
| Адвокат Хејли Фицџералд почиње да ради на случају и истражује Грејсину и Џонатанову прошлост. У међувремену, Френклин распоређује своја средства да помогне Грејс, а касније брани Хенрија док у школи расте напетост. |                |           |                |                    |                           |
| 5 | Суђење Фјурију | Сузан Бир | Дејвид Е. Кели | 22. новембар 2020. | 1.277                     |
| Током првог дана суђења, тужилац Кетрин Стампер износи јаке материјалне доказе, док се Хејли пита да ли је детектив Мендоза истражио све могуће трагове. Касније, Хенри је приморан да открије својој мајци тајну коју је крио од ње. |                |           |                |                    |                           |
| 6 | Крвава истина  | Сузан Бир | Дејвид Е. Кели | 29. новембар 2020. | 1.811                     |
| Хејли хода по танкој нити у својој одбрамбеној стратегији. Док позориште у судници узима маха, Грејс предузима мере да заштити себе и своју породицу. |                |           |                |                    |                           |